# St. Nikolai (Rössen)

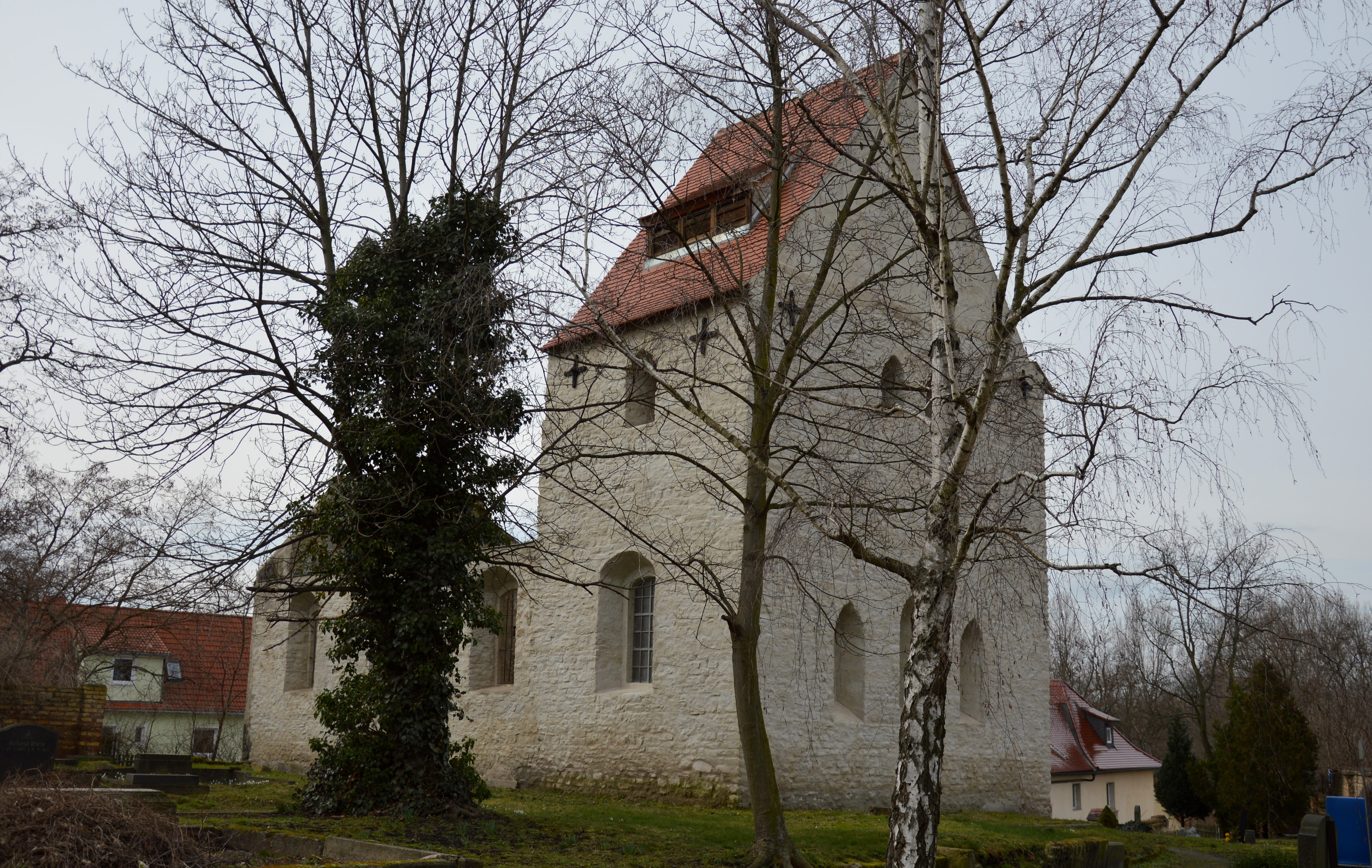
Sankt-Nikolai-Kirche, 2016

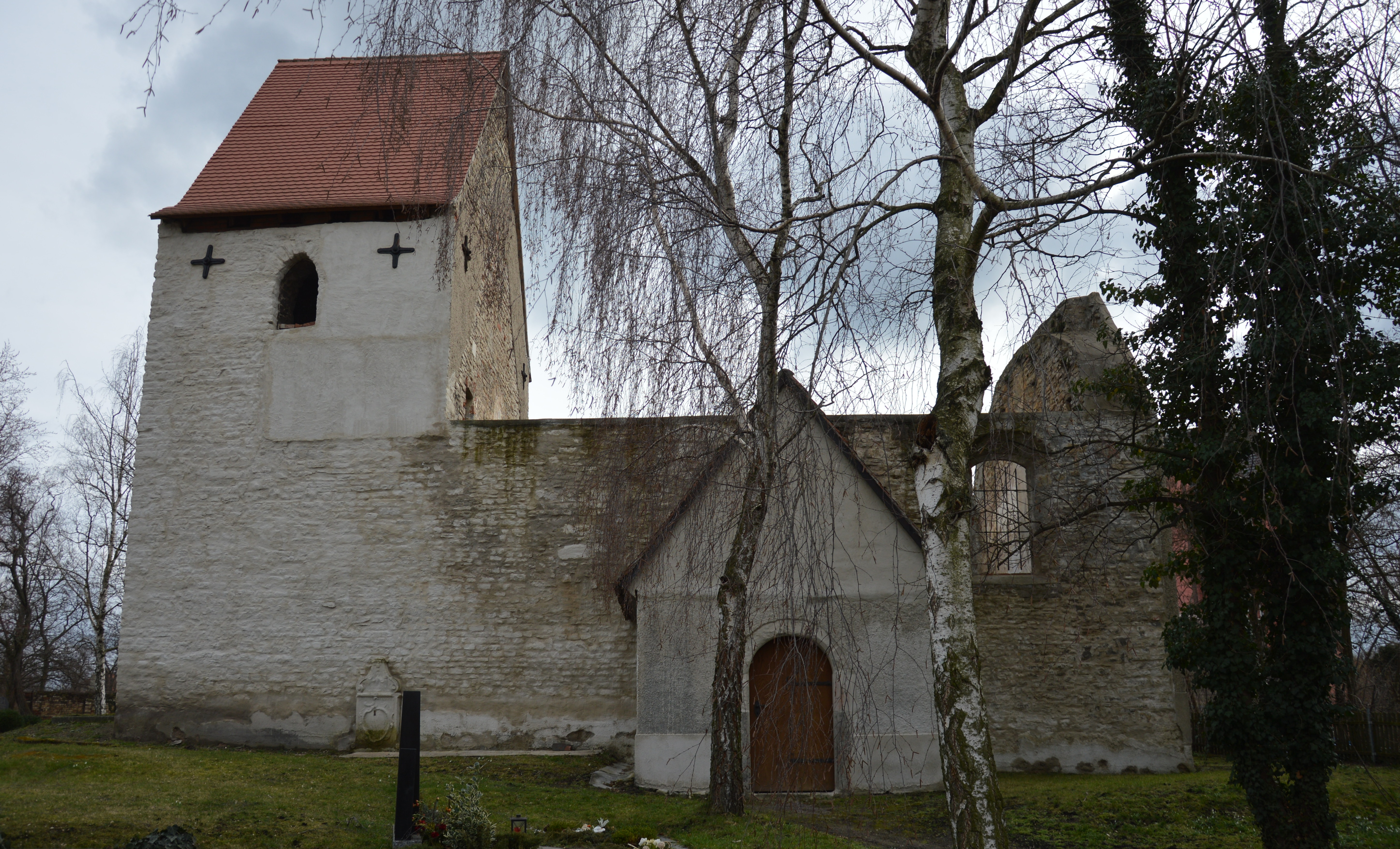
Blick nach Norden

Die St.-Nikolai-Kirche ist eine Wehrkirche im zur Stadt Leuna gehörenden Ortsteil Rössen in Sachsen-Anhalt. Sie ist als baulich gesicherte Ruine erhalten.
Sie gehört zum Kirchspiel Leuna der Evangelischen Kirche in Mitteldeutschland.

## Lage
Die Kirche liegt nördlich des Leunaer Stadtzentrums am südlichen Rand Rössens. Etwas weiter östlich befindet sich das Kriegerdenkmal Leuna.

## Architektur und Geschichte

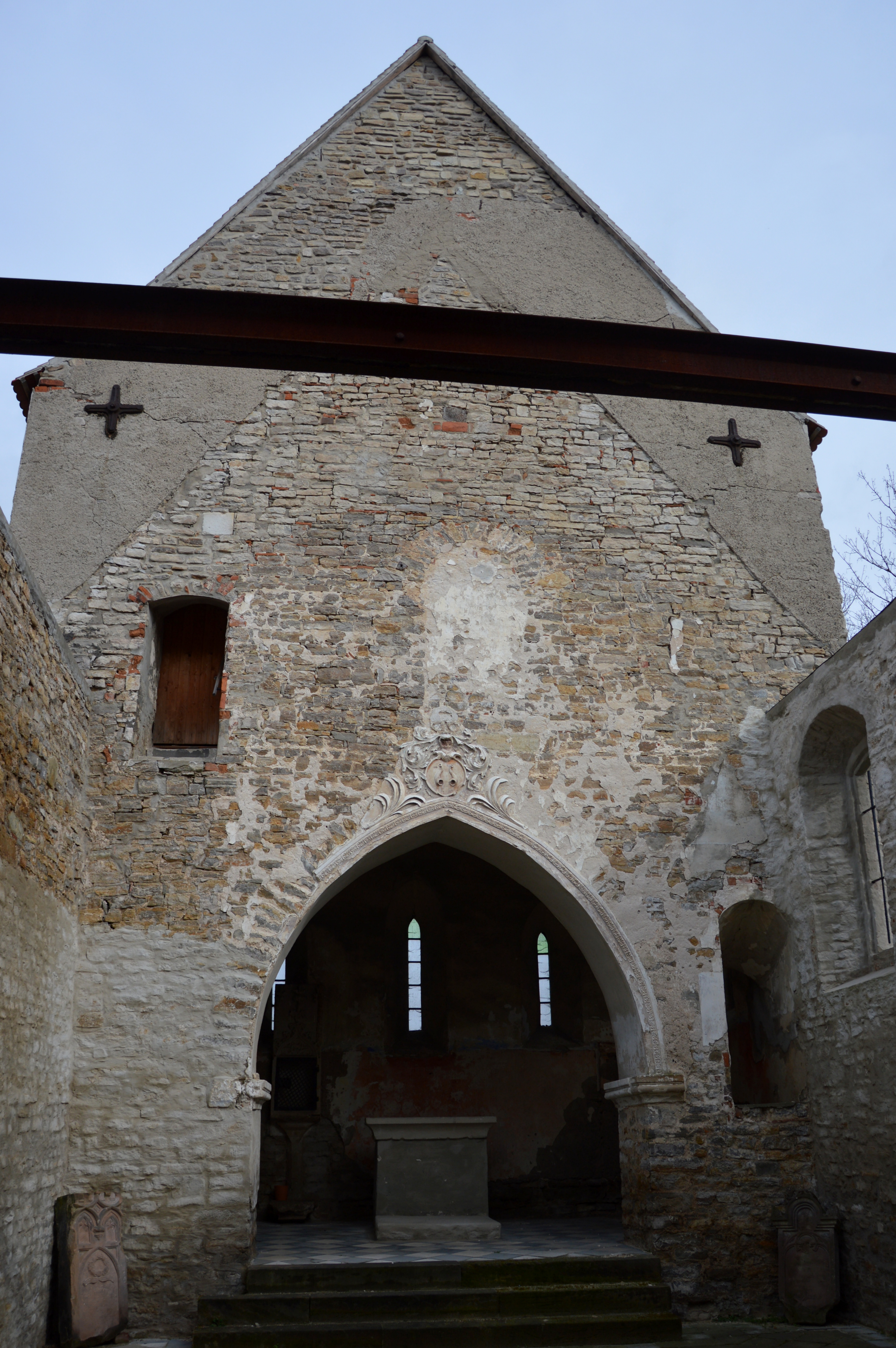
Blick durch das Kirchenschiff nach Osten

Die Kirche geht in ihrem Kern auf das Hochmittelalter zurück, wurde jedoch stark gotisch und barock überformt. Eine erste urkundliche Erwähnung ist aus dem Jahr 1303 überliefert. Andere Angaben nennen das Jahr 1303 als Baujahr der zunächst als Kapelle errichteten Kirche.
Der niedrige Chorturm der einschiffigen Saalkirche befindet sich östlich des Schiffs. Im Untergeschoss des Turms befindet sich der Chor. Er wird von einer flachen Decke überspannt und ist durch einen auf spätromanischen Kämpfern ruhenden Spitzbogen zum Kirchenschiff hin geöffnet. In der Ostwand befinden sich drei als Spitzbögen ausgeführte Fenster.

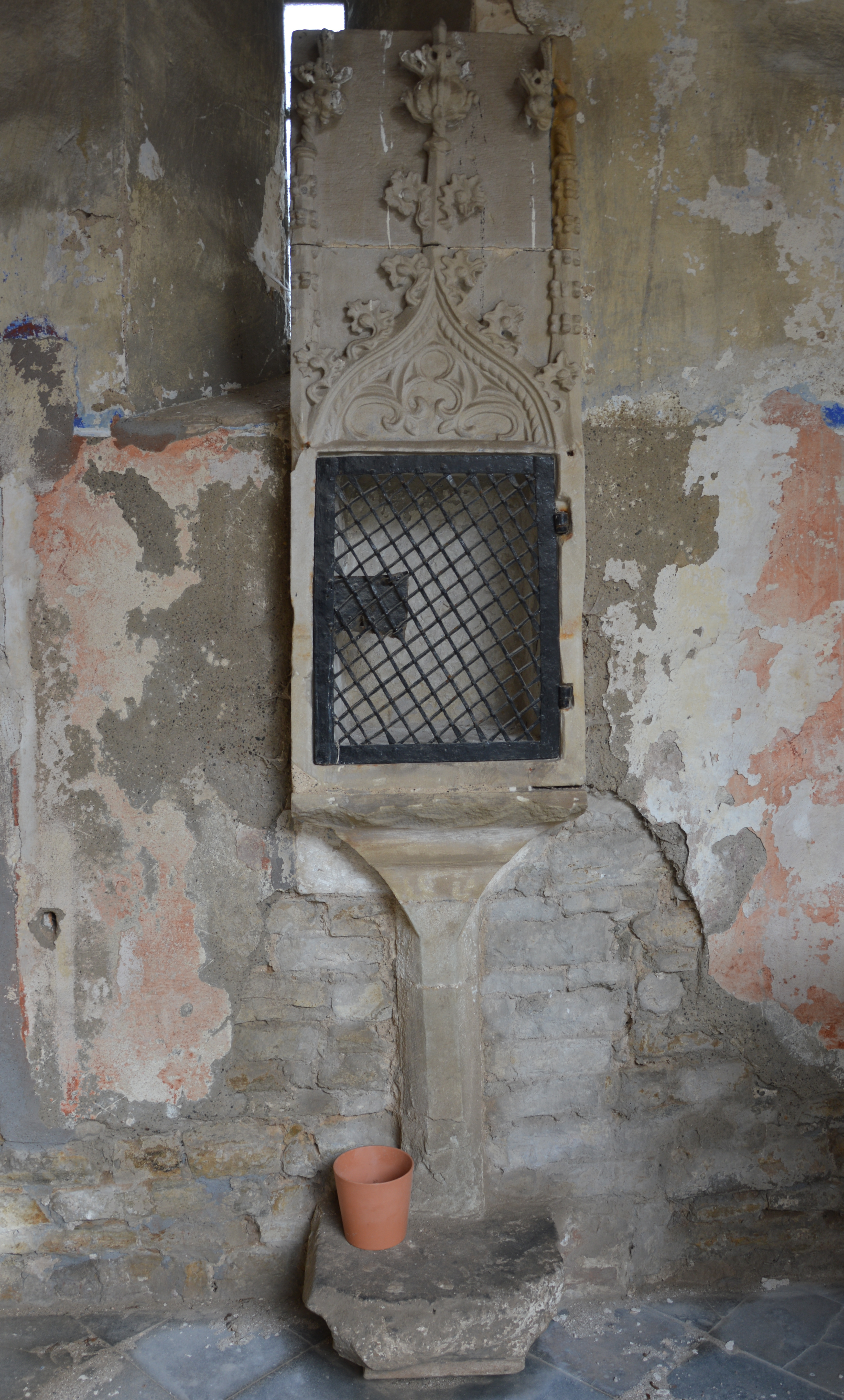
Sakramentshaus

Das Kirchenschiff ist in gleicher Breite wie der Chor gebaut, verfügt heute (Stand 2016) jedoch nicht mehr über ein Dach. Ursprünglich war das Schiff im Inneren von einer flachen Tonnendecke überspannt. An der Nord- und Westseite standen üppig beschnitzte Emporen aus dem 16. bis 17. Jahrhundert. Die hölzerne Kanzel war schlicht im Stil der späten Renaissance gestaltet. Auf einem schmalen Pfeiler an der Ostwand des Chors befindet sich ein erhaltenes steinernes Sakramentshaus. Oberhalb der Tür findet sich ein reliefierter Kielbogen mitsamt Fialen und Kreuzblume der auf das späte 15. Jahrhundert datiert wird. Der Orgelprospekt stammte aus dem 18. Jahrhundert.
Teile der Einrichtung wurden ausgelagert. So ein vom Anfang des 16. Jahrhunderts stammender Schrein eines Schnitzaltars mit Madonna und drei Heiligen, der sich in der Sankt-Maria-Magdalena-Kirche in Plötzky befindet, sowie ein im 15. Jahrhundert entstandenes Altarkruzifix.
Auf dem die Kirche umgebenden Friedhof befindet sich unter anderem das Grab des Märzgefallenen Anton Kramer.
Im örtlichen Denkmalverzeichnis ist die Kirche unter der Erfassungsnummer 094 20806 als Baudenkmal verzeichnet.
Im 20. Jahrhundert wurde die Kirche abwechselnd von der evangelischen und katholischen Gemeinde genutzt. Im Zuge der starken Industrialisierung der Gegend und dem damit einhergehenden Bevölkerungswachstum reichte die Platzkapazität der Kirche nicht mehr aus. Im Zweiten Weltkrieg kam es zu Schäden am Gebäude. Zunächst wurde das Gebäude gelegentlich noch weiter genutzt, aber in den 1970er Jahren aufgegeben, und der Verfall begann. 2004 wurden die Überreste des Kirchengebäudes saniert und gesichert. Die Kirchenruine wird heute als Konzertraum genutzt.